# Phoenix (Illinois)
Phoenix és una població dels Estats Units a l'estat d'Illinois. Segons el cens del 2000 tenia 2.157 habitants.

## Demografia
Segons el cens del 2000, Phoenix tenia 2.157 habitants, 789 habitatges, i 542 famílies. La densitat de població era de 1.850,7 habitants/km².
Dels 789 habitatges en un 28,1% hi vivien nens de menys de 18 anys, en un 28,8% hi vivien parelles casades, en un 34,2% dones solteres, i en un 31,2% no eren unitats familiars. En el 27,2% dels habitatges hi vivien persones soles el 13,2% de les quals corresponia a persones de 65 anys o més que vivien soles. El nombre mitjà de persones vivint en cada habitatge era de 2,73 i el nombre mitjà de persones que vivien en cada família era de 3,26.
Per edats la població es repartia de la següent manera: un 28,2% tenia menys de 18 anys, un 9,5% entre 18 i 24, un 26,3% entre 25 i 44, un 20,4% de 45 a 60 i un 15,7% 65 anys o més.
L'edat mediana era de 36 anys. Per cada 100 dones de 18 o més anys hi havia 78,1 homes.
La renda mediana per habitatge era de 29.643 $ i la renda mediana per família de 32.688 $. Els homes tenien una renda mediana de 26.875 $ mentre que les dones 26.488 $. La renda per capita de la població era de 14.321 $. Aproximadament el 18,4% de les famílies i el 22,9% de la població estaven per davall del llindar de pobresa.

## Poblacions properes
El següent diagrama mostra les poblacions més properes.